# Felix van der Steen
Felix van der Steen (* 2. April 1967 in München) ist ein ehemaliger niederländischer Fußballspieler.

## Laufbahn
Van der Steen zog als Kind mit seinen Eltern aus seiner Geburtsstadt München nach Reinbek. Dort spielte er Fußball beim TSV Reinbek und wurde mit dem Verein Hamburger A-Jugendmeister. 1989 wechselte van der Steen, der von der Bergedorfer Zeitung als Bergedorfs Fußballer des Jahres 1988 ausgezeichnet wurde, zu den Amateuren des Hamburger SV. Zuvor hatte er bereits dem SC Concordia Hamburg seine Zusage gegeben, diese aber zurückgezogen, als er die Möglichkeit erhielt, zum HSV zu gehen. Dort blieb der Mittelfeldspieler bis 1992.
In der Saison 1992/93 spielte van der Steen für den VfB Lübeck, von 1993 bis 1995 stand er in Diensten des TuS Hoisdorf. 1995 ging er nach Lübeck zurück, der VfB war mittlerweile in die 2. Fußball-Bundesliga aufgestiegen. Van der Steen stand zwischen 1995 und 1997 in den Lübecker Farben in 58 Zweitliga-Begegnungen auf dem Platz und erzielte zwei Tore. 1997 musste er mit dem VfB den Abstieg aus der 2. Bundesliga hinnehmen.
1998 verließ van der Steen den VfB Lübeck und setzte seine Laufbahn beim Regionalligisten 1. SC Norderstedt (1998/99), dann beim Oberligisten TuS Dassendorf (1999/2000) fort. Van der Steen studierte Rechtswissenschaft und wurde Anwalt. Er arbeitete erst für den Prüfungsverband der Deutschen Verkehrsgenossenschaften, dann in einer Steuer- und Wirtschaftsprüferkanzlei und befasste sich in dieser Tätigkeit überwiegend mit Insolvenzfällen mittelständischer Unternehmen. In die Arbeit des Hamburger Fußball-Verbands brachte er sich als ehrenamtlicher Vorsitzender des Sportgerichts ein.
Wegen einer Multiple-Sklerose-Erkrankung musste er seine Anwaltstätigkeit einstellen, der auf einen Rollstuhl angewiesene van der Steen war fortan beruflich in Heimarbeit für die Fernsehlotterie der ARD sowie ab 2010 bei der Fußballspielergewerkschaft VDV als Berater tätig.